# Kathalgere, Channagiri
Kathalgere là một làng thuộc tehsil Channagiri, huyện Davanagere, bang Karnataka, Ấn Độ.